# Bertalan Peak
Der Bertalan Peak ist ein 2320 m hoher Berg im Norden des ostantarktischen Viktorialands. In den Victory Mountains ragt er an der Nordwestseite des Kopfendes des Montecchi-Gletschers auf.
Der United States Geological Survey kartierte ihn anhand eigener Vermessungen und Luftaufnahmen der United States Navy aus den Jahren von 1960 bis 1964. Das Advisory Committee on Antarctic Names benannte den Berg nach Robert E. Bertalan (1935–2000), leitender Maschinist auf der McMurdo-Station im Jahr 1967.